# Pol’and’Rock Festival

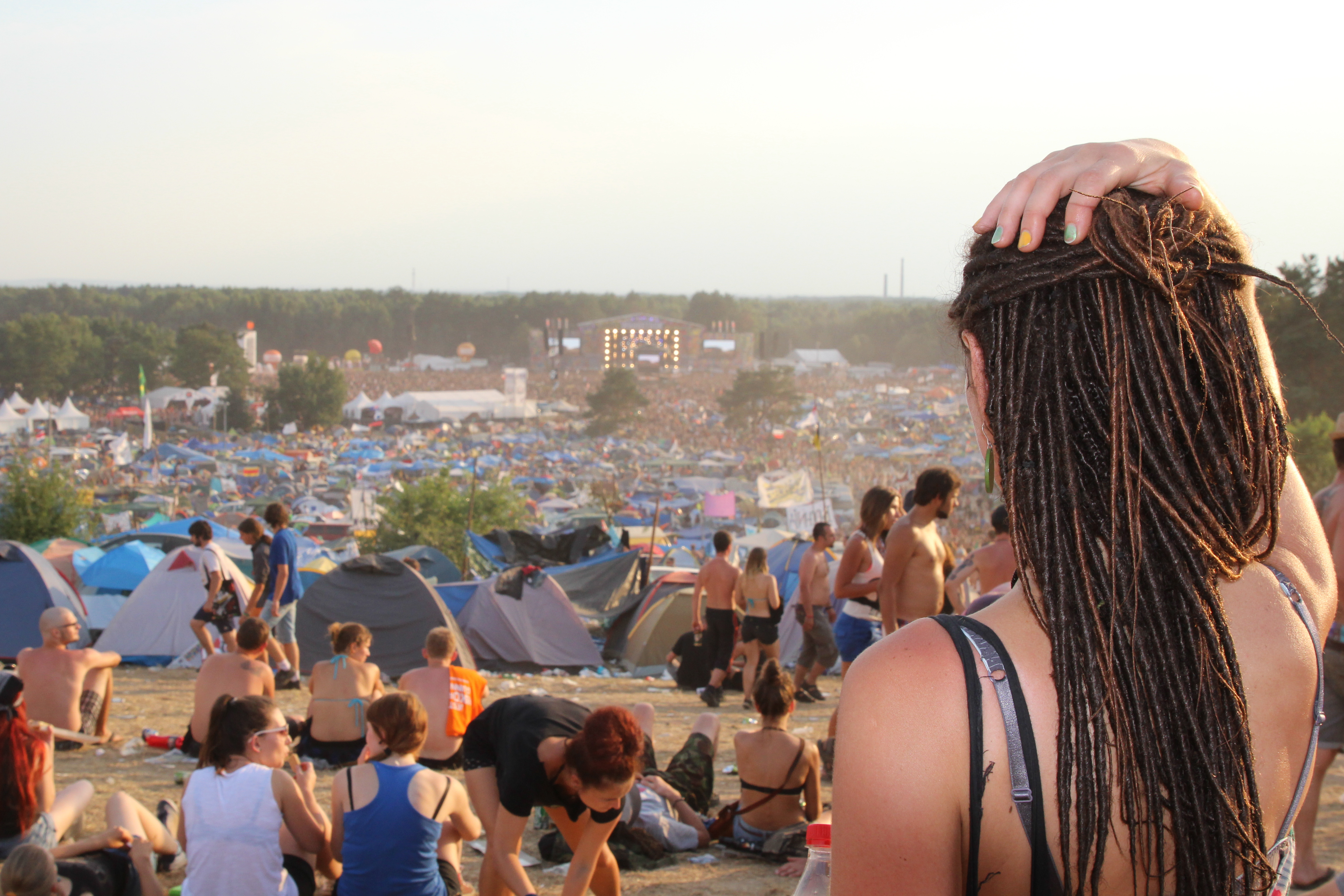
Haltestelle Woodstock (2013)

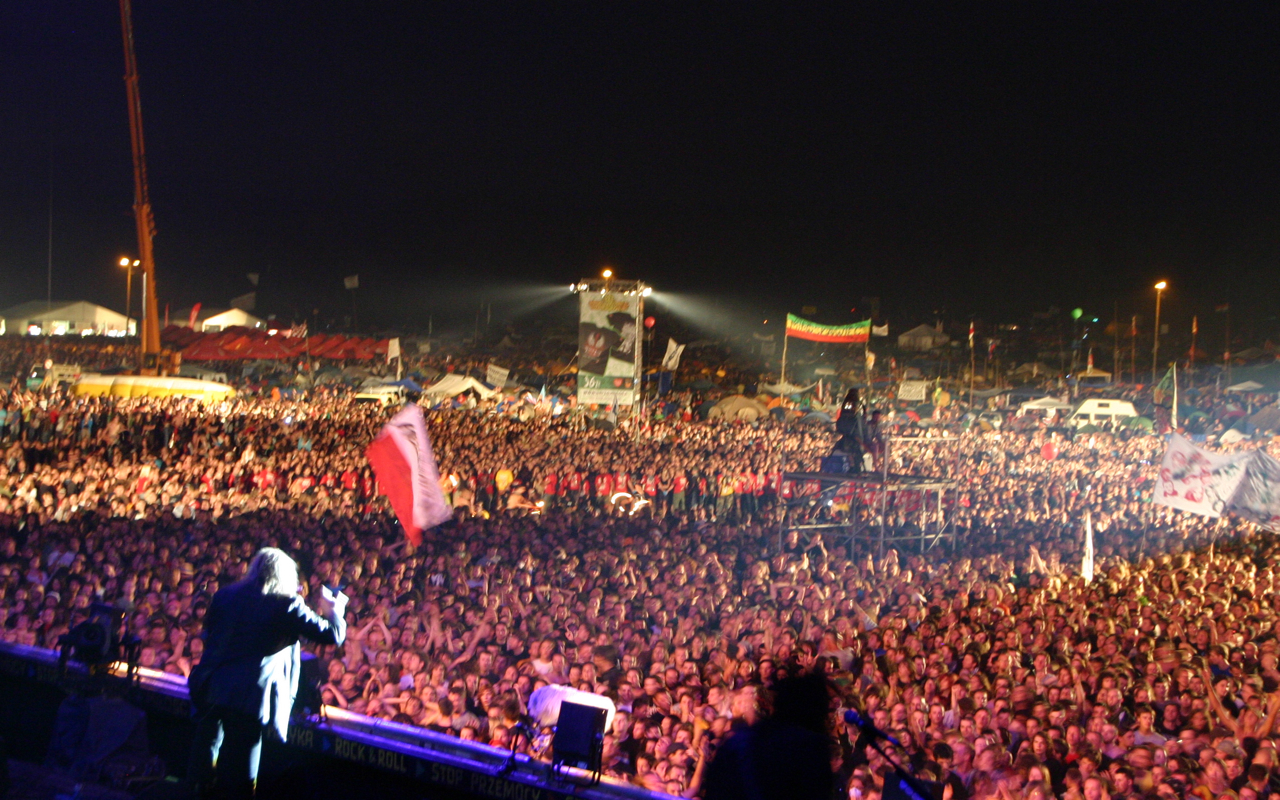
Blick von der Hauptbühne (2011)

Pol'and'Rock Festival ist ein alljährlich Anfang August im Westen Polens stattfindendes Rockfestival. Es steht unter dem Motto „Liebe, Freundschaft und Musik“ und findet regelmäßig seit 1995 statt. 2014 und 2019 hatte das Festival 750.000 Besucher. Bis 2017 hieß es Przystanek Woodstock (deutsch Haltestelle Woodstock), danach wurde es auf Grund von Markenschutzstreitigkeiten über die Verwendung des Worts „Woodstock“ umbenannt.

## Hintergrund
Das Rockfestival entstand mit der Idee, sich bei allen Menschen, die jedes Jahr in Polen im Januar engagiert bei der Sammlung von Spenden für Kinderkrankenhäuser mithelfen, zu bedanken. Es wird von der Stiftung Wielka Orkiestra Świątecznej Pomocy organisiert. Diese Stiftung übernimmt ebenfalls die Kosten für das gesamte Event.
Vorbild und Namensgeber für diese Veranstaltung (ursprünglich Przystanek Woodstock) waren sowohl das Woodstock-Festival als auch die damals in Polen beliebte Fernsehserie Ausgerechnet Alaska, die in Polen Przystanek Alaska hieß. Es treten jedes Jahr national sowie international bekannte Künstler auf. 2002 und 2005 waren unter anderem Die Toten Hosen, 2011 The Prodigy und 2018 Judas Priest dabei. Weiterhin stellen sich im Zelt der Akademie der wunderschönen Künste bekannte Persönlichkeiten den Fragen der Festivalteilnehmer. 2009 etwa Lech Wałęsa, 2012 Joachim Gauck und Bronisław Komorowski sowie 2013 der Musikmanager Peter Jenner.

## Geschichte

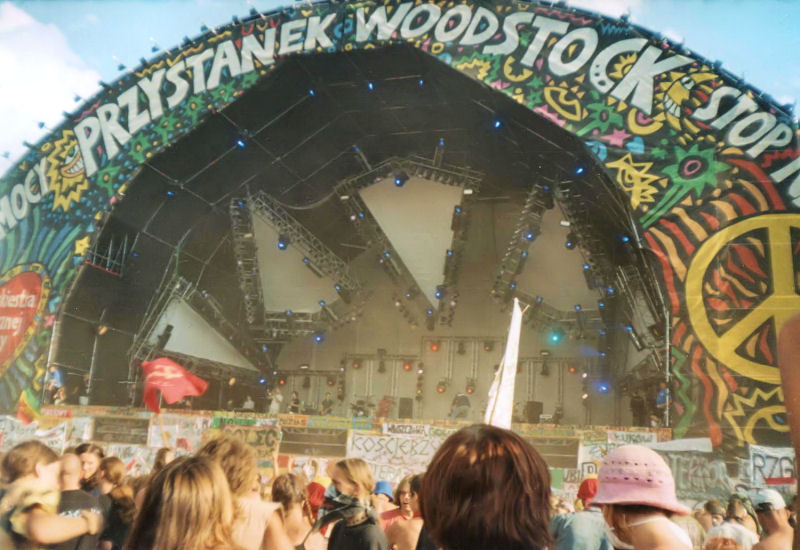
Haltestelle Woodstock 2003 in Żary

Die erste Haltestelle Woodstock fand am 15. und 16. Juli 1995 am Jezioro Żarnowieckie (Zarnowitzer See, Gemeinde Gniewino, Ortsteil Czymanowo) in der Nähe der Ostseeküste statt. Das zweite Festival fand 1996 in Dąbie (Stettin) statt. Im Gegensatz zum Vorjahr wurde das strenge Alkoholverbot etwas gelockert.
Von 1997 bis 1999 sowie von 2001 bis 2003 fand das Festival in Żary statt. Im Jahr 2000 sollte das Festival eigentlich in Lębork (Pommern) stattfinden. Aufgrund organisatorischer Probleme und Protesten wurde es aber schließlich abgesagt. Im Folgejahr wurde Żary wieder Gastgeber.
Von 2004 bis 2019 fand die Haltestelle Woodstock auf dem Gelände eines ehemaligen Truppenübungsplatzes nördlich der Stadt Kostrzyn nad Odrą statt. 2004 zählten die Veranstalter 400.000 Besucher, 2007 wurden etwa 300.000 gezählt. 2011 erreichte das Festival eine Besucherzahl von über 700.000.
Nach zwei Festivals mit Einschränkungen durch die Covid-Pandemie, findet das Pol’and’Rock Festival seit 2022 auf dem Landeplatz Czaplinek-Broczyno bei Broczyno in der Gemeinde Czaplinek statt.

### 2008 – 14. Haltestelle

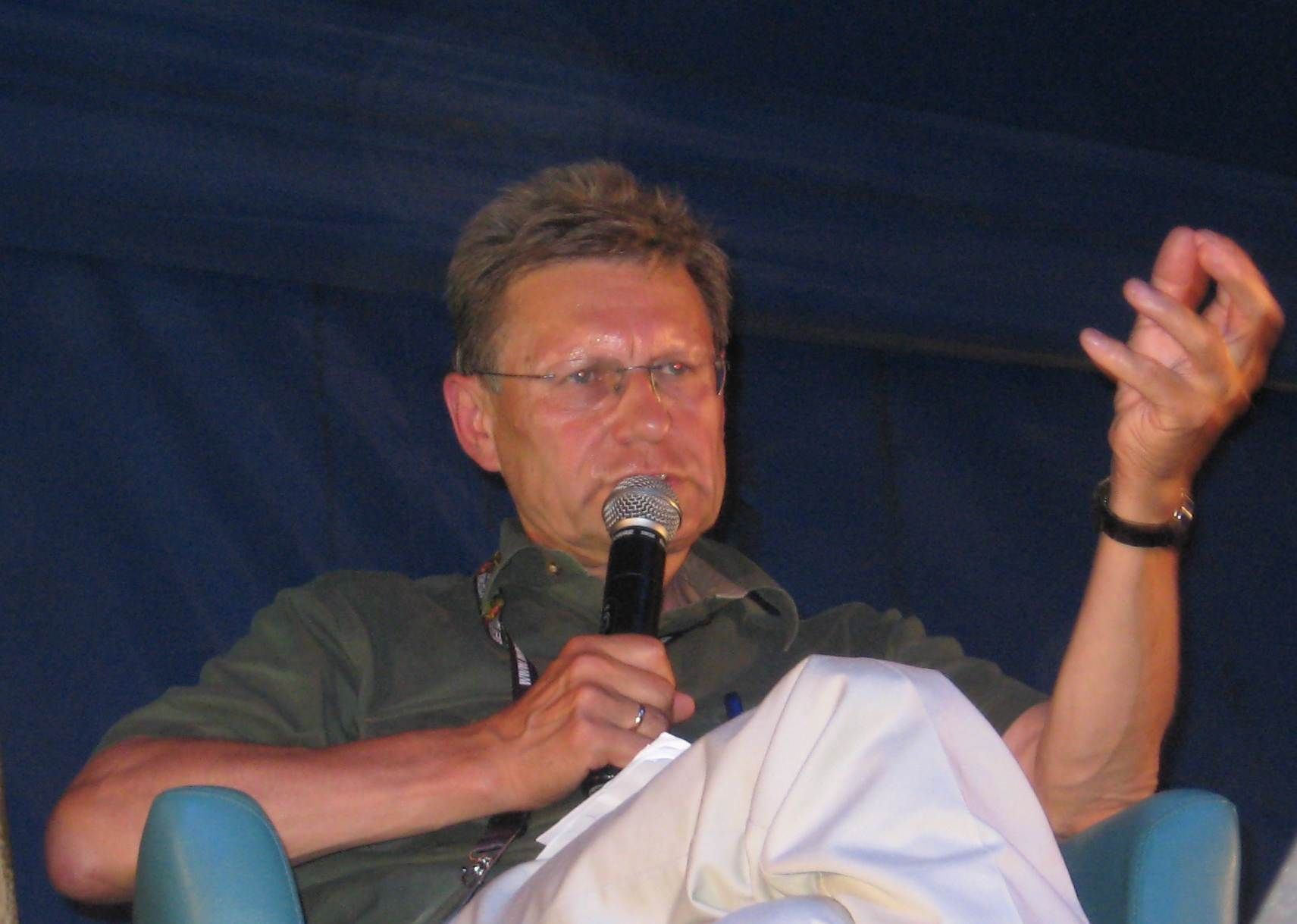
Balcerowicz auf der Haltestelle Woodstock

2008 waren 150.000 bis 200.000 Besucher beim Festival, davon 30.000 aus Deutschland. Das Festival dauerte erstmals drei Tage vom 1. bis zum 3. August. Neben polnischen und deutschen Bands, wie etwa die Thee Flanders war auch die schwedisch-norwegische Band Clawfinger und die britische Band The Stranglers auf dem Festival. Außerdem trat Wiesław Ochman mit dem polnischen Chor der sieben Tenöre und dem Orchester des Mazowiecki Teatr Muzyczny Operetka auf. Die Bands erhielten für ihren Auftritt eine Aufwandsentschädigung von 125 Euro. Zum Programm des Festivals gehörten auch zahlreiche kulturelle Veranstaltungen; unter anderem ein indisches Kino, Diskussionen mit Schriftstellern wie etwa Manuela Gretkowska, und Politikern wie dem ehemaligen Finanzminister und Chef der polnischen Zentralbank Leszek Balcerowicz.
Neu waren 2008 die 1. Olympischen Spiele Woodstocks mit der Möglichkeit zum sportlichen Wettkampf und einem abschließenden „Marathonlauf“ über das Festivalgelände. Gesichert wurde das Festival neben der 1000 Mann starken Festival-eigenen Pokojowy Patrol (Friedenspatrouille), welche sich hauptsächlich aus Jugendlichen rekrutiert, auch von zehn deutschen Polizisten.

### 2009 – 15. Haltestelle

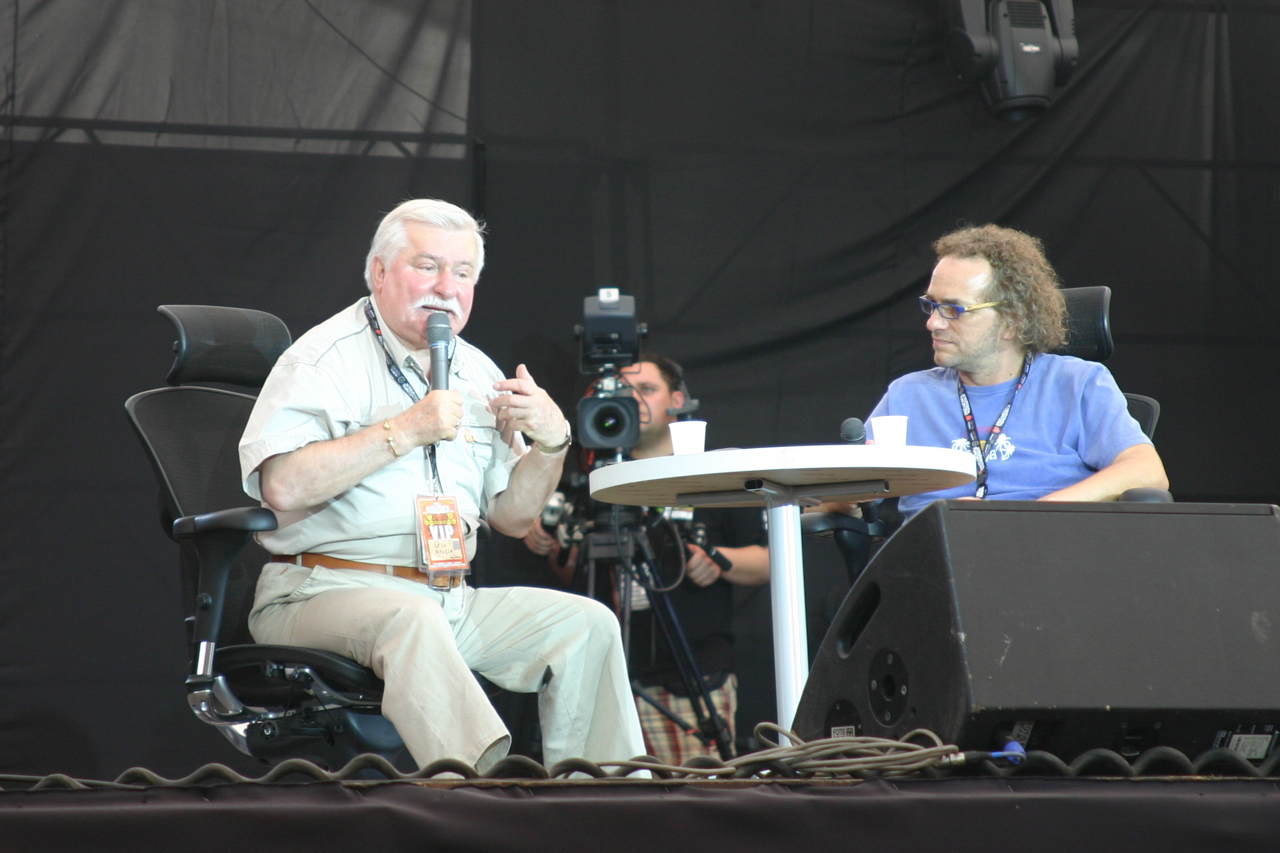
Lech Wałęsa auf dem Festival (2009)

Wie schon im Vorjahr dauerte das Festival wieder drei Tage (31. Juli bis 2. August) und es waren laut Veranstalter etwa 400.000 bis 500.000 Besucher auf dem Festival. Am 31. Juli eröffneten Brandenburgs Jugendminister Holger Rupprecht und der frühere polnische Präsident Lech Wałęsa das Fest. Ein weiterer Rekord war die Zahl der Blutspenden; etwa 2000 Menschen spendeten am mobilen Blutspendepunkt. Auf der Hauptbühne traten 30 Musiker und Bands auf, darunter Caliban, Clawfinger, Volbeat, Dżem, Guano Apes, The Subways und Juliette Lewis. Im sogenannten Dorf der schönen Künste stellten sich Politiker und Künstler den Fragen des Publikums. Hier waren unter anderem Lech Wałesa, Tadeusz Mazowiecki, Leszek Możdżer und Michael Lang, der Organisator des Woodstock-Festivals von 1969. Während des Festivals kam es auch zu einem Todesfall; ein 35-Jähriger starb in seinem Zelt an Kreislaufversagen.

### 2010 – 16. Haltestelle

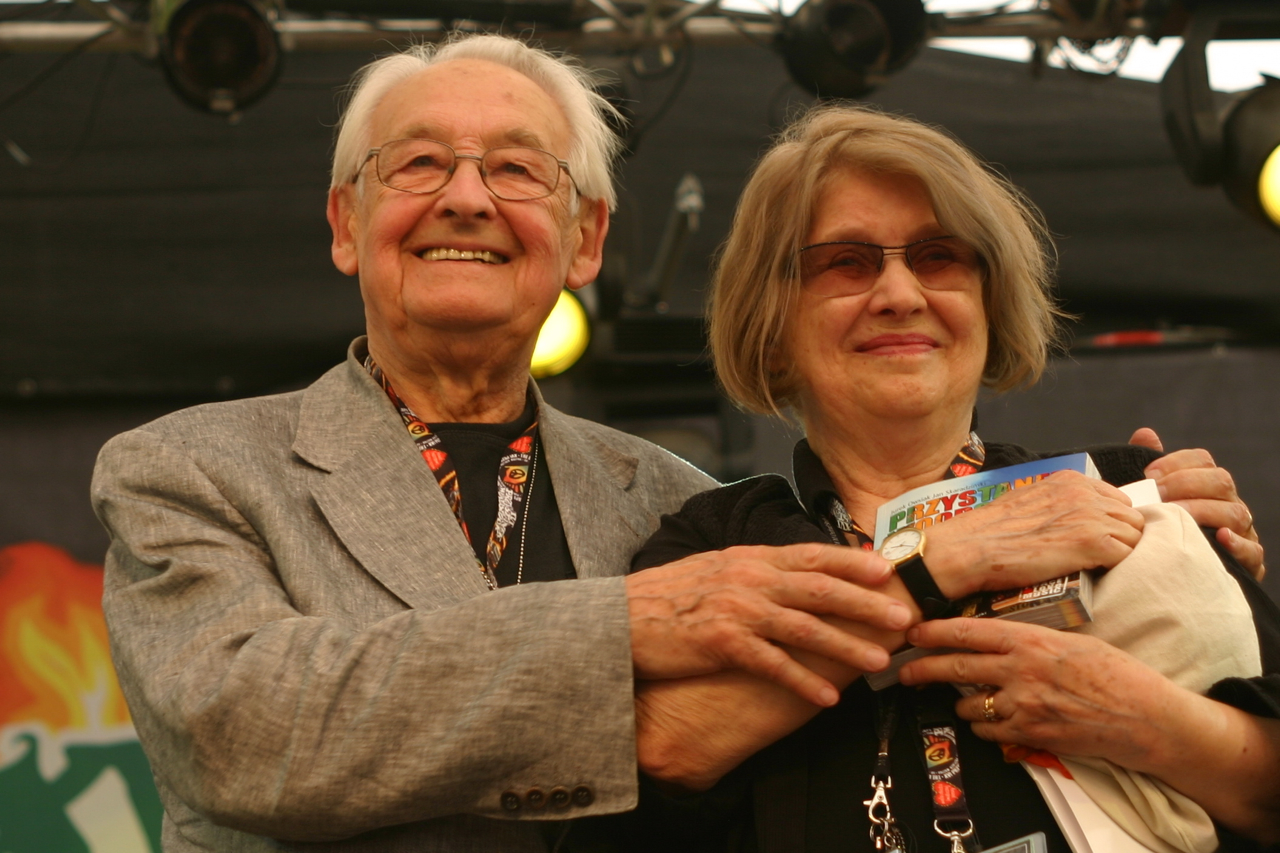
Andrzej Wajda mit seiner Frau Krystyna Zachwatowicz auf der Haltestelle 2010

2010 waren etwa 250.000 bis 300.000 Besucher auf dem Festival. Unter den etwa 50 aufgetretenen Bands und Musikern waren Ewelina Flinta (Polen), Nigel Kennedy (UK), Life of Agony (USA), Leszek Możdżer (Polen), Papa Roach (USA) und Peyoti for President (UK). Bei der Akademie der Schönsten Künste (Akademia Sztuk Przepięknych, ASP) stellten sich unter anderem Jerzy Buzek, Marek Kondrat und Andrzej Wajda den Fragen. Weiterhin wurden die Filme Beats of Freedom - Zew wolności und Das Massaker von Katyn gezeigt. Die Stadt Łódź und das Kino Cytryna veranstalteten Łódź_Stock. Bei diesem waren unter anderem das Filmstudio Se-ma-for zu Gast, es wurden einige Bühnenausstattungen aus dem Museum für Kinematografie in Łódź ausgestellt und verschiedene Filme gezeigt. Für die Sicherheit sorgten 1.200 Polizisten, 200 Feuerwehrleute und 70 Angestellte des Bahnsicherheitsdienstes.

### 2011 – 17. Haltestelle
Die 17. Haltestelle fand vom 4. bis 6. August 2011 statt und damit begann es offiziell bereits an einem Donnerstag und endete Sonnabend Nacht. Zu den Bands zählten Gentleman & The Evolution, The Prodigy, Helloween, H-Blockx, Dog Eat Dog, Enej, Kontrust, Plateau – Projekt Grechuta, Talco und Airbourne. Gäste der Akademie der Schönen Künste waren unter anderem Marek Belka, Piotr Pustelnik und Marek Koterski. Auch verschiedene Nichtregierungsorganisationen waren auf dem Festival vertreten. So Greenpeace Polska, Fundacja ITAKA, Klub Gaja, der Unabhängige Studentenverband und der deutsche Kooperationspartner des Großen Orchester der Weihnachtshilfe die Kindervereinigung e. V. Seelow.
Für den Auftritt von The Prodigy wurden Barrieren vor der Bühne errichtet. Dies war das erste Mal, dass solche Barrieren errichtet wurden. Das Management der Band forderte dies aus Sicherheitsgründen. Dies widersprach dem Willen des Hauptverantwortlichen des Festivals Jerzy Owsiak und führte nach dem Konzert zu Diskussionen. John Fairs, Manager von The Prodigy, schrieb in einer Presseerklärung, es wäre das unsicherste Festival seiner 25-jährigen Karriere. Owsiak widersprach dem. Er verwies auf die 3,50 Meter hohe Bühne, durch welche selbständig eine Gasse vor der Bühne entsteht und auf die Erfahrungen von 17 Festivals, bei welchen es ohne Barrieren nie zu Unfällen gekommen sei.
Nach Polizeiangaben besuchten über 700.000 Gäste das Festival.

### 2012 – 18. Haltestelle

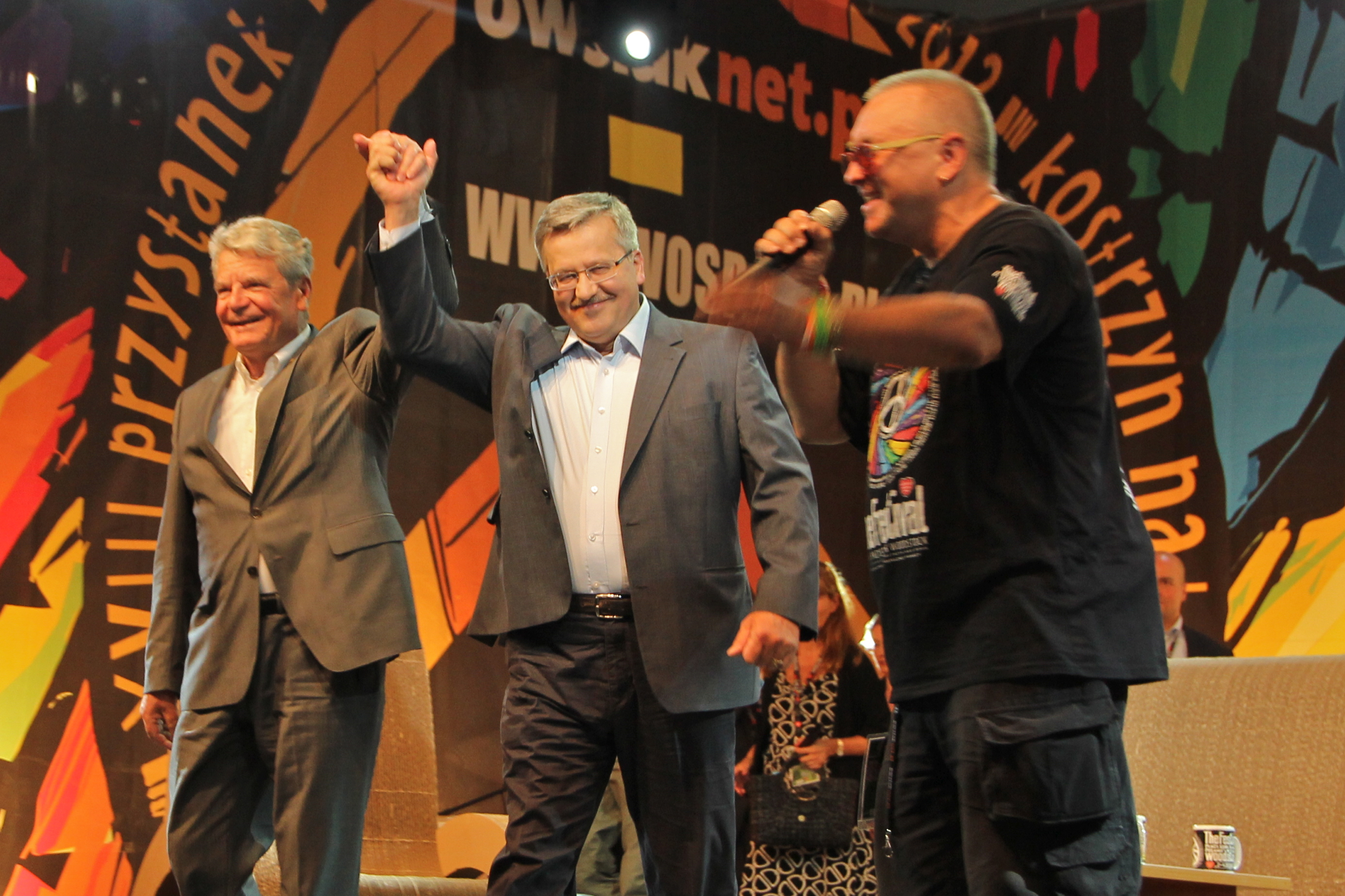
Joachim Gauck und Bronisław Komorowski

Das 18. Festival fand vom 2. bis 4. August 2012 statt. Unter anderem traten The Darkness, Machine Head, Ministry, Sabaton, In Extremo, Shantel und Elektryczne Gitary auf.
An der offiziellen Eröffnung nahmen sowohl der Staatspräsident Polens, Bronisław Komorowski, als auch der deutsche Bundespräsident Joachim Gauck teil.

### 2013 – 19. Haltestelle

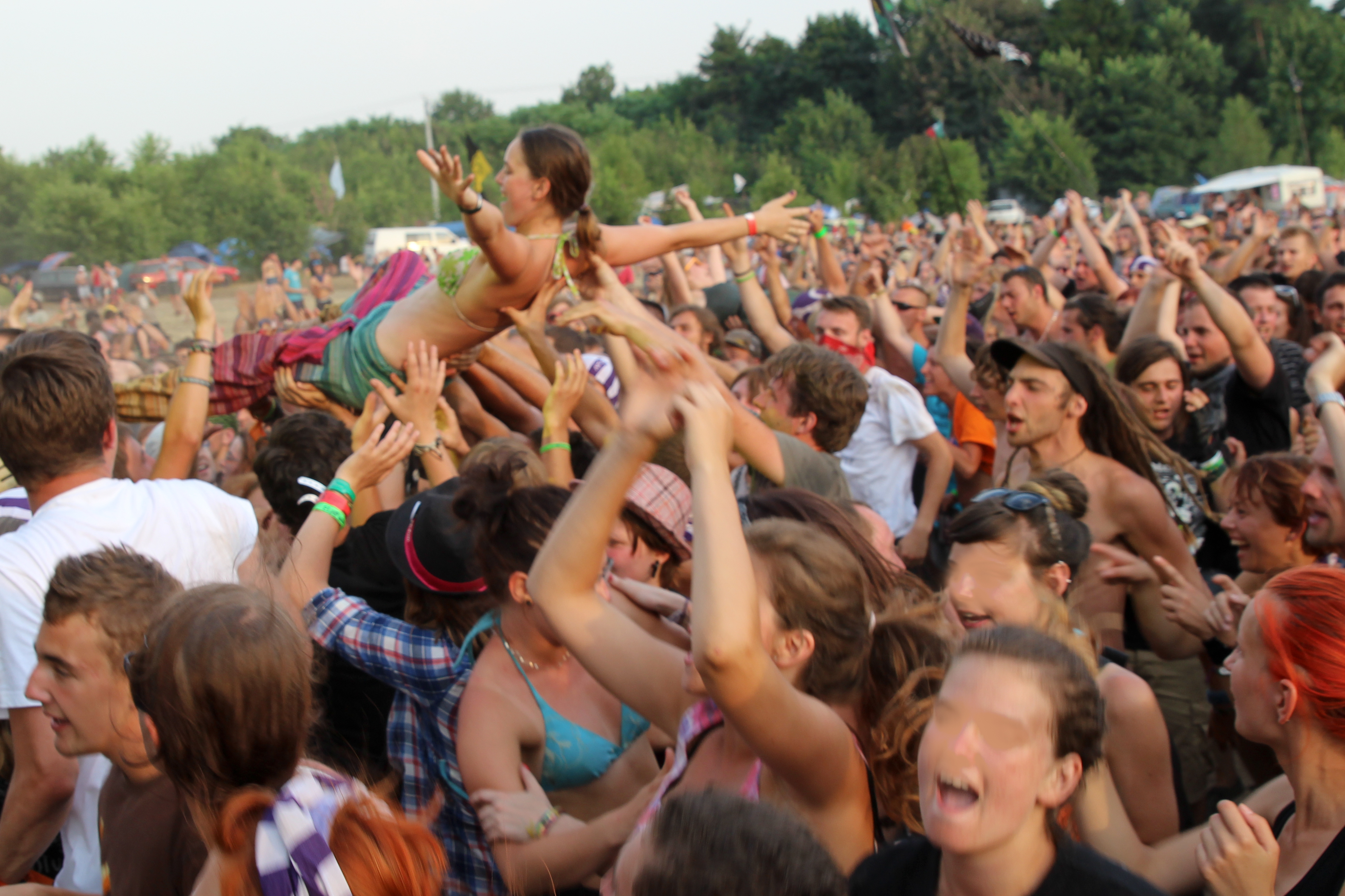
Crowdsurfing vor der kleinen Bühne

Das Festival fand vom 1. bis zum 3. August statt und hatte etwa 450.000 Besucher. Unter den auftretenden Bands waren Anthrax, Atari Teenage Riot, Danko Jones, Enter Shikari, Farben Lehre, Kaiser Chiefs, Leningrad, Third World und Ugly Kid Joe. Im Zelt der Akademie der wunderschönen Künste stellten sich unter anderem der Musikmanager Peter Jenner, General Roman Polko, der Priester Adam Boniecki den Fragen der Festivalteilnehmer.
Etwa 1200 Polizisten aus verschiedenen Wojewodschaften und Deutschland sorgten für die Sicherheit des Festivals. Zur Eröffnung des Festivals waren bereits 160.000 Teilnehmer auf dem Festivalgelände. Am 2. August kam es bei der Liveübertragung der Sendung Szkło Kontaktowe im Zelt der Akademie der wunderschönen Künste zu einem Zwischenfall. Ein 25-Jähriger kletterte auf die Bühne und schlug den Journalisten Grzegorz Miecugow, bevor er von den Sicherheitsleuten festgehalten werden konnte. Die Polizei nahm ihn anschließend fest.

### 2014 – 20. Haltestelle

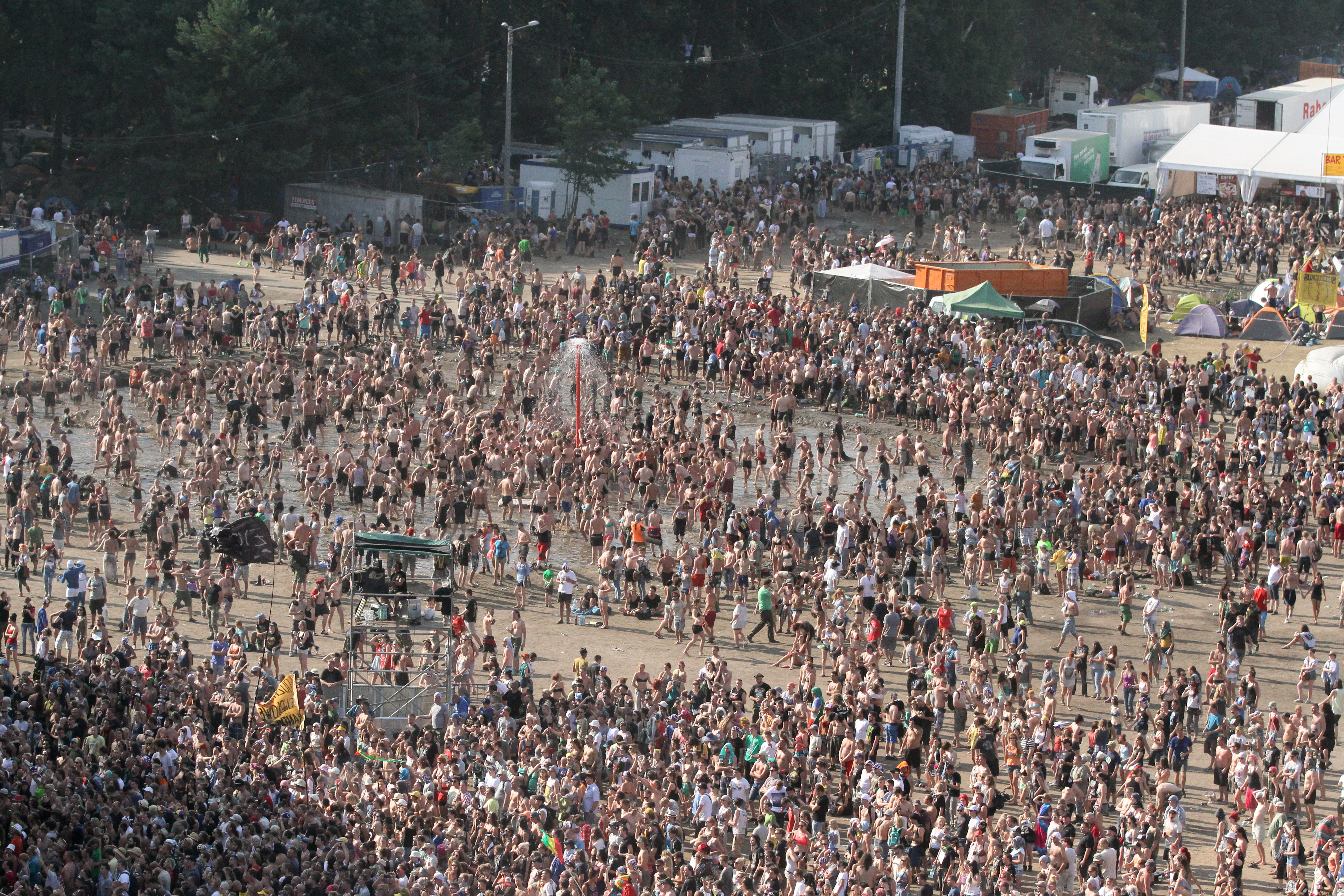
Blick auf einen Teil des Festivalgeländes 2014

Das Festival fand vom 31. Juli bis zum 2. August statt. Laut Veranstalter waren 750.000 Besucher auf der Haltestelle. Wie üblich wurde ein breites Programm von Rock, Punk, Folklore und Reggae von etwa 60 Bands geboten. Zu den aufgetretenen Künstlern gehörten Skid Row, Accept, Volbeat, Ska-P, Protoje, Ky-Mani Marley, Manu Chao und The Bosshoss. In der Akademie der schönen Künste sprachen unter anderem der Friedensnobelpreisträger Muhammad Yunus und der Pfarrer Wojciech Lemański.
Es gab einen Todesfall, ein 41-jähriger Besucher musste mit Kreislaufproblemen ins Krankenhaus gebracht werden, wo er starb. Die Ursache der Probleme war zunächst nicht klar. Insgesamt waren 1500 medizinische Einsätze nötig.
Die Polizei sprach von einem sehr sicheren Festival, es kam zu 148 Vorfällen, darunter 45 kleine Diebstähle, 86 Drogendelikte und 2 Körperverletzungen. Zum Ende des Festivals war die Polizei auf dem Gelände präsent, um Fahrern die Möglichkeit zu geben, vorab zu prüfen, ob sie nüchtern sind.

### 2015 – 21. Haltestelle

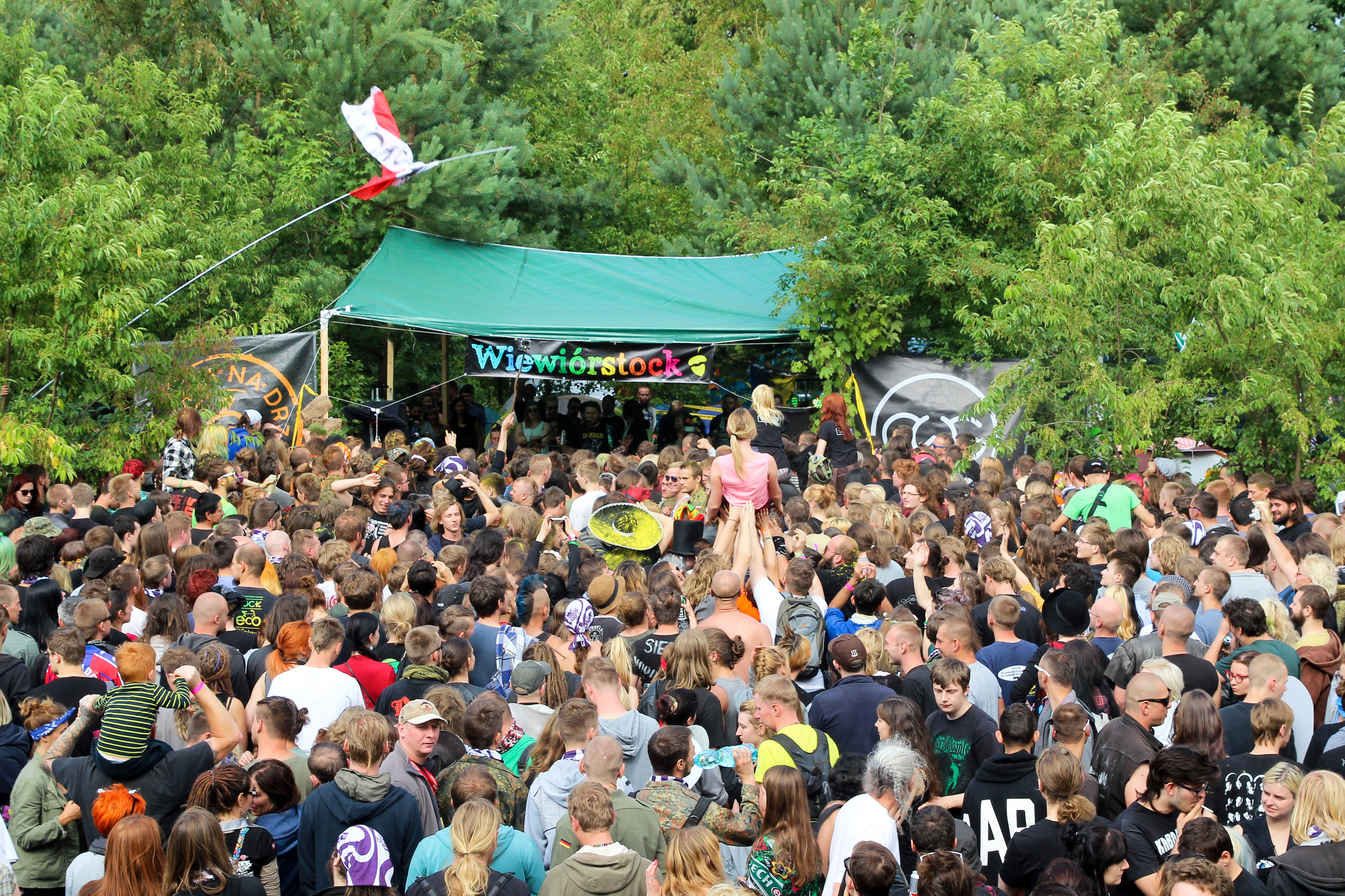
Wiewiórstock

Die 21. Haltestelle Woodstock wurde offiziell vom 30. Juli bis zum 1. August 2015 durchgeführt, einige Konzerte fanden aber bereits am Abend des 29. Juli statt. Zur offiziellen Eröffnung war die Innenministerin Teresa Piotrowska anwesend.
Nach Schätzungen der Polizei befanden sich am Sonnabend 200.000 Menschen bei den Konzerten. Die Polizei sprach von einem sicheren Festival, sie meldete 174 Vorfälle, davon 50 Diebstähle und 92 Drogendelikte.
Bereits seit 2008 wird von der Band Wiewiórka na Drzewie (Eichhörnchen auf dem Baum) eine Wiewiórstock genannte vierte, nicht offizielle Bühne organisiert. 2015 trat neben kleineren Bands und dem Veranstalter Wiewiórka na Drzewie Zenek Kupatasa, Sänger der polnischen Band Kabanos auf.

### 2016 – 22. Haltestelle

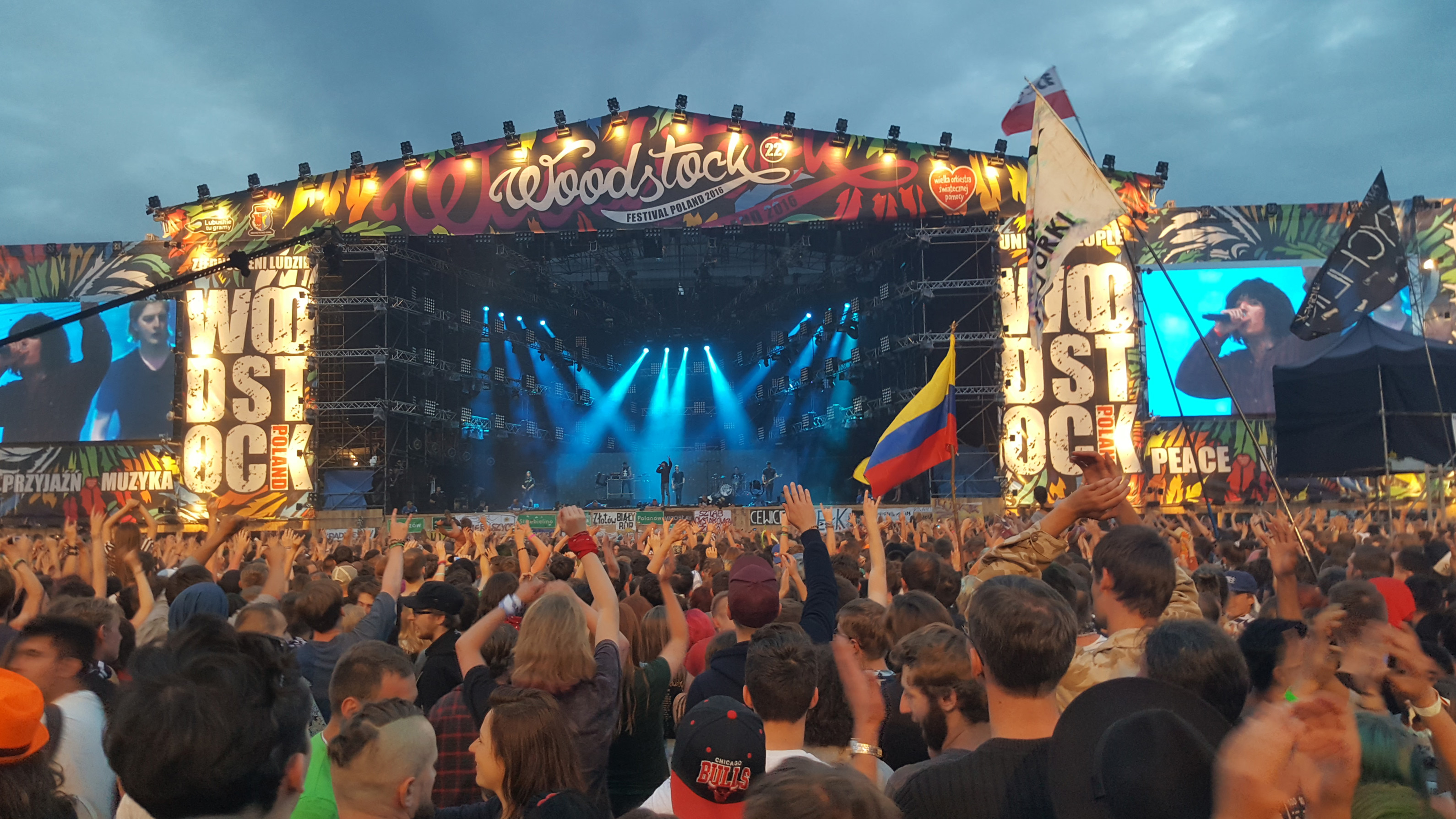
Beim Auftritt von Bring Me the Horizon

Vom 14. bis zum 17. Juli 2016 fand das Festival zum 22. Mal statt. Wegen des Weltjugendtags 2016 in Krakau begann die Haltestelle Woodstock einige Wochen früher als üblich. Es traten unter anderem Inner Circle, Tarja Turunen, Dragonforce, Apocalyptica, Living Colour, Bring Me the Horizon und The Hives auf. Das Festival hatte zum ersten Mal strengere Sicherheitsauflagen zu erfüllen. So wurde ein 6 Kilometer langer Zaun um das innere Festivalgelände gezogen und deutlich mehr Sicherheitskräfte eingesetzt. Die polnische Polizei meldete 169 Zwischenfälle mit mehr als 80 Festnahmen. Zudem wurden mehr als 30 Diebstähle gemeldet. Der Veranstalter teilte mit, dass aufgrund der hohen Kosten für die Sicherheitsmaßnahmen das Festival im Jahr 2016 womöglich zum letzten Mal stattgefunden haben könnte.

### 2017 – 23. Haltestelle

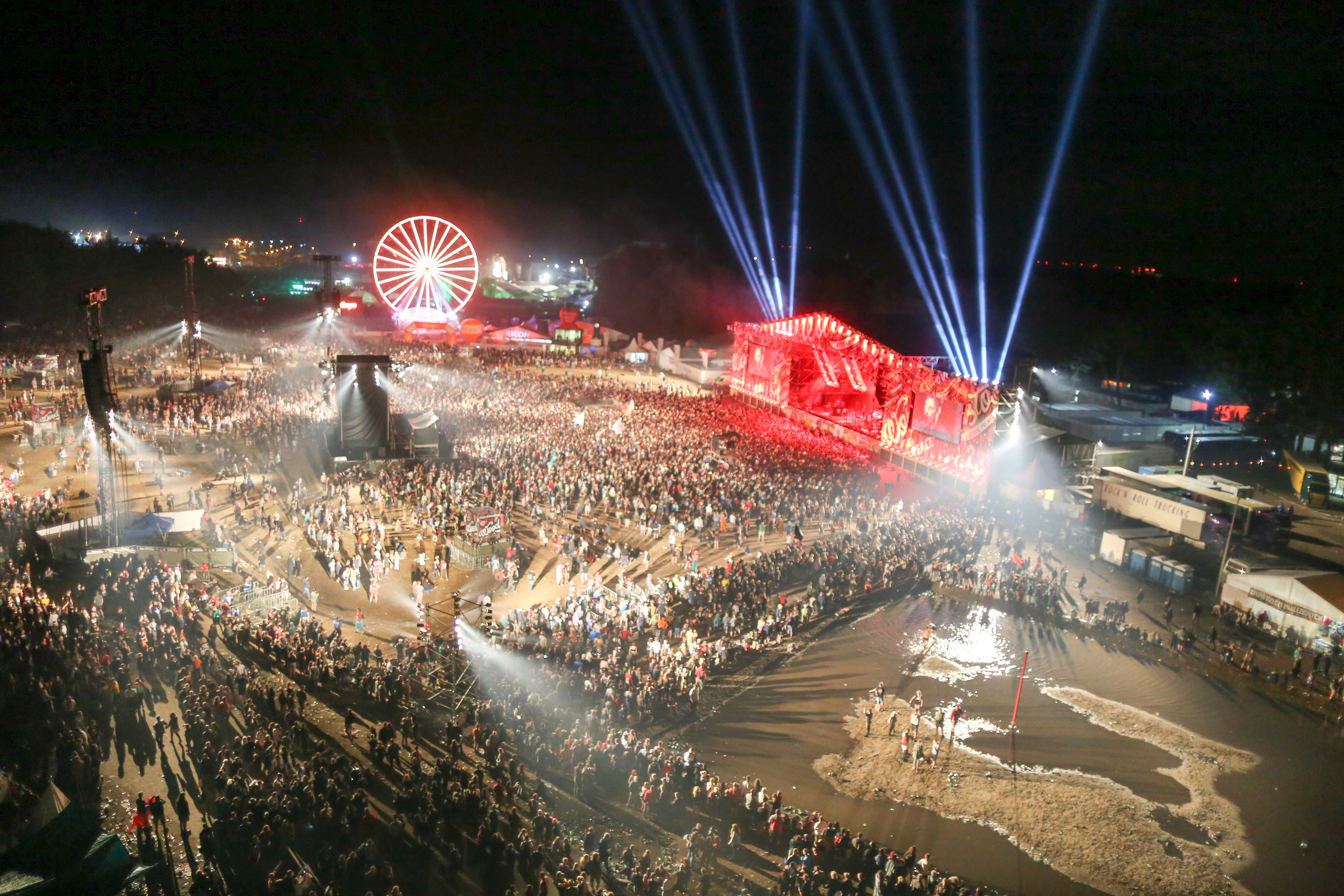
Blick auf einen Teil des Festivalgeländes, 2017

Trotz der Befürchtungen, das Festival stünde vor dem Ende, teile der Veranstalter bereits am 21. Juli 2016 mit, dass die 23. Haltestelle vom 3. bis 5. August 2017 stattfinden soll. Allerdings war es seitdem wieder zu Streitigkeiten mit der Politik gekommen, denen das Festival schon länger ein Dorn im Auge ist. So hatte der polnische Innenminister Mariusz Błaszczak der konservativen Regierungspartei PiS wiederholt von einem „erhöhten Sicherheitsrisiko“ gesprochen, und dies auch mit der Flüchtlingspolitik und erhöhten Terrorgefahr in Deutschland begründet. Zuletzt wurden zudem deutsche Feuerwehr- und THW-Kräfte ausgeladen, welche seit Jahren mit ihren polnischen Kameraden für die Sicherheit auf dem Gelände gesorgt hatten, da man „nicht für ihre Sicherheit garantieren“ könne. Grenzkontrollen oder deutlich erhöhte Sicherheitsmaßnahmen seitens der Regierung gab es jedoch nicht.

### 2018 – 24. Pol'and'Rock
2018 wurde der Name des Festivals geändert, da die Nutzung der Marke Woodstock von den Rechteinhabern nicht mehr erlaubt wurde. Unter dem neuen Namen Pol'and'Rock fand das Festival vom 2. bis 4. August 2018 statt. Zu den auftretenden Künstlern gehörten Judas Priest, Gojira, Alestorm, Arch Enemy, Soulfly, In Flames, Alpha Blondy und die Goo Goo Dolls.

### 2019 – 25. Pol'and'Rock

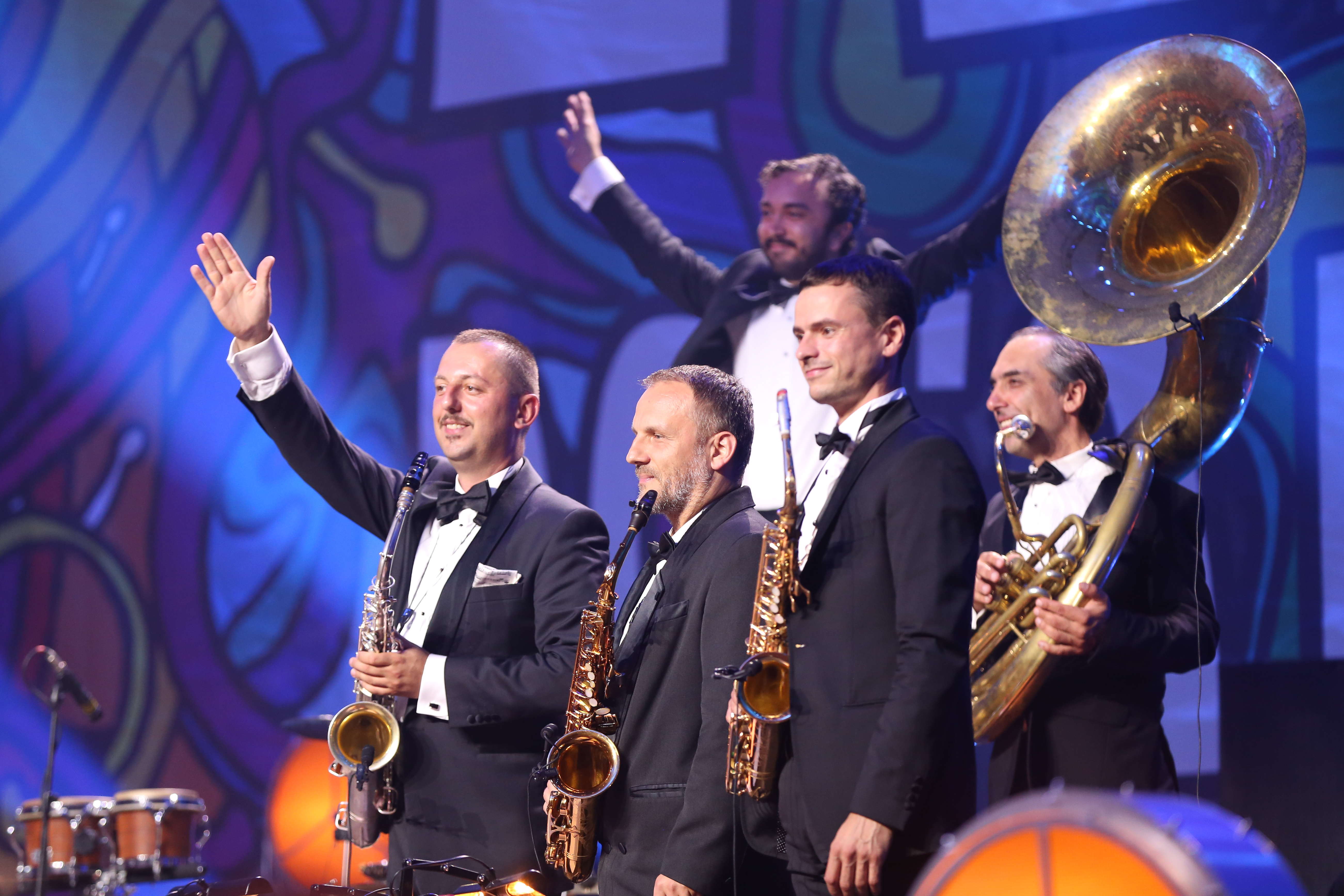
Die Jazz Band Młynarski-Masecki auf dem Festival 2019

Das 25. Pol'and'Rock-Festival fand vom 1. bis 3. August 2019 statt. Laut Veranstalterangaben gab es insgesamt 750.000 Besucher. Laut Polizeiangaben waren zum Höhepunkt ca. 285.000 Besucher auf dem Veranstaltungsgelände.

### 2020 – 26. Pol'and'Rock
Das Pol'and'Rock-Festival 2020 wurde aufgrund der COVID-19-Pandemie abgesagt. Stattdessen wurde am 30. Juli bis 1. August 2020 ein „Online-Festival“ durchgeführt, das über Facebook, YouTube, Twitch und mehrere polnische Online-Plattformen ausgestrahlt wurde. Hauptaustragungsort der knapp 70 Stunden langen Show war ein Fernsehstudio bei Warschau.

### 2021 – 27. Pol'and'Rock

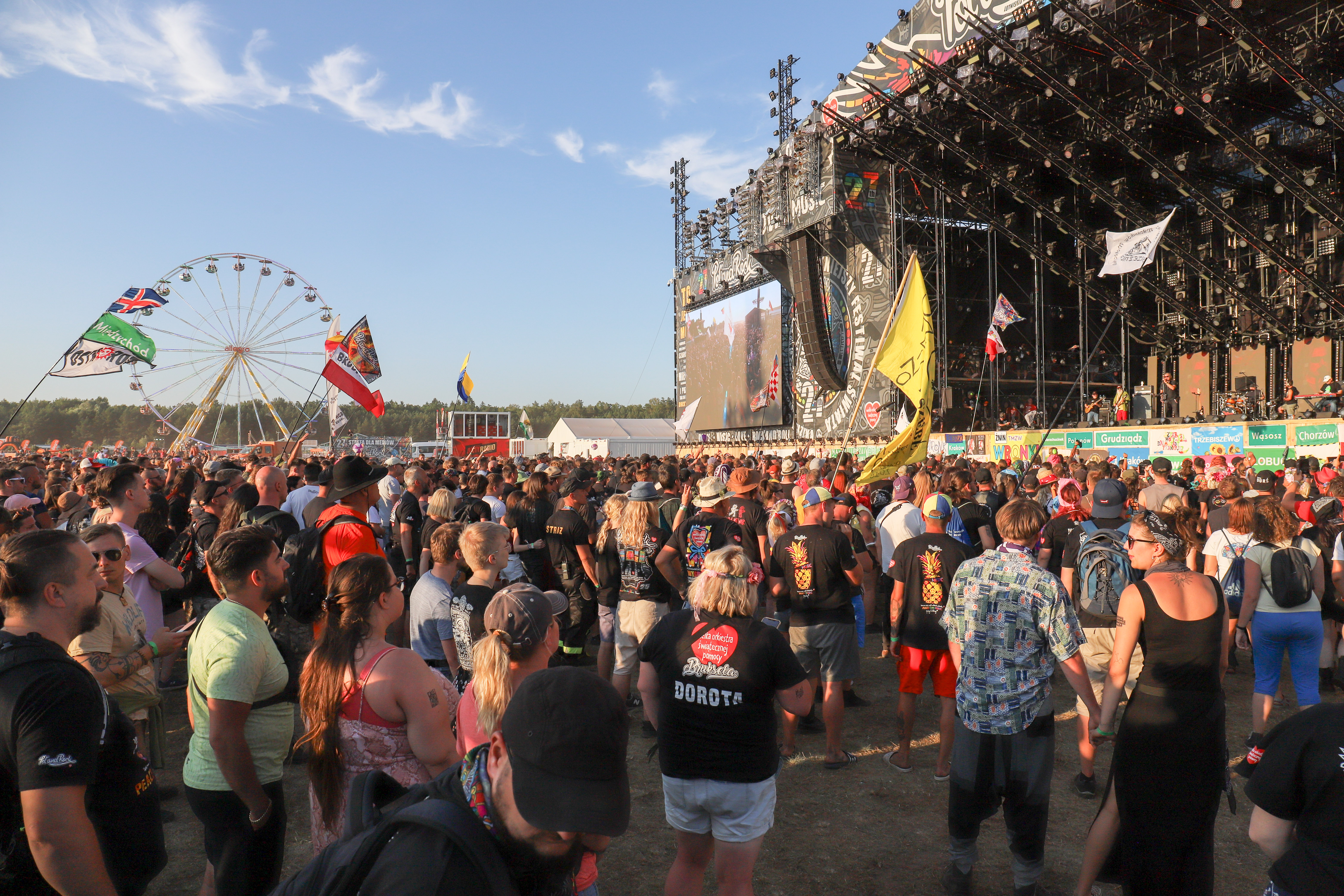
Blick auf die Bühne (2021)

2021 fand das Festival vom 29. bis 31. Juli auf dem Flugplatz Makowice-Płoty im Nordwesten Polens statt. Aufgrund der Covid-Pandemie musste die Teilnehmerzahl beschränkt werden, sodass es erstmals Eintrittskarten gab, deren Zahl auf 20.000 begrenzt war. Insgesamt nahmen 25.000 Menschen am Festival teil.

### 2022 - 28. Pol'and'Rock
2022 fand das Festival bei Broczyno auf dem Landeplatz Czaplinek-Broczyno statt. Im Gegensatz zum Vorjahr gab es keine Teilnehmerbegrenzung. Im Vergleich zu den Ausgaben bis 2019 wurde die Zahl der Bühnen von drei auf zwei reduziert, auf denen u. a. Jinjer, Gwar, Skindred und Fiddler’s Green auftraten.

### 2023 - 29. Pol'and'Rock
2023 fand das Festival erneut auf dem Landeplatz Czaplinek-Broczyno statt. Es spielten u. a. Bullet for My Valentine, Napalm Death, die Spin Doctors, Epica, Rise of the Northstar und Saint City Orchestra.